# جوني بيرين
جوني بيرين هو مغني كندي، ولد في 10 يونيو 1983 في وينيبيغ في كندا.